# Sia (ソフトウェア)
Siaは自由かつオープンソースな分散型オンラインストレージを作成するソフトウェアである。

## 概要
Google ドライブやMEGAなどの事業者が設置したサーバーにデータを保存するのではなく、無数の個人や事業者が設置したサーバーにデータを分散して保存するオンラインストレージソフトウェアである。ブロックチェーン技術を使用している他、ファイルを数十個のセグメントに暗号化して保存している。

## 技術
Siaはファイルをアップロード前に30のセグメントに分割し、それぞれを異なる場所に送信することによって一つのホストが単一障害点となってしまう可能性を軽減している。またリード・ソロモン符号を参考にした方法によってセグメントが生成されるため、30のセグメントのホストのうち20がオフラインとなってしまったとしても、ファイルを復元可能であることを保証している。